# Nabalamprofillite
La nabalamprofillite è un minerale appartenente al supergruppo della seidozerite.